# Paul Tighe

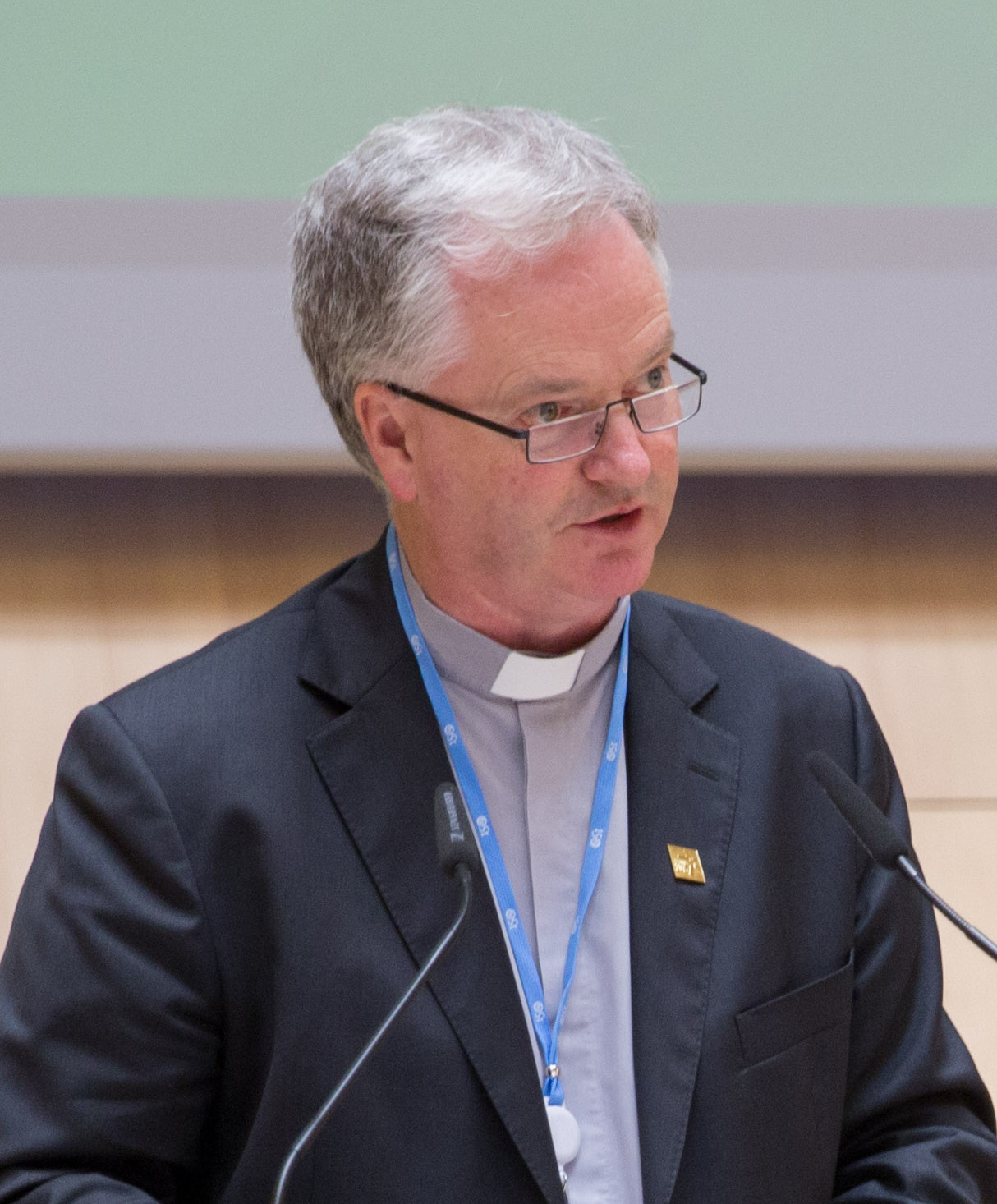
Paul Tighe 2015

Paul Tighe (* 12. Februar 1958 in Navan, County Meath, Irland) ist ein irischer Geistlicher und Kurienbischof der römisch-katholischen Kirche.

## Leben
Tighe schloss ein Studium am University College Dublin 1979 mit einem BCL-Abschluss in Rechtswissenschaften ab und studierte anschließend Philosophie und Theologie am Holy Cross College in Dublin und am Päpstlichen Irischen Kolleg in Rom. Er empfing am 10. Juli 1983 durch Weihbischof Brendan Comiskey SSCC das Sakrament der Priesterweihe für das Erzbistum Dublin und war Vikar in der Pfarre St. Laurence O’Toole in Kilmacud/Dublin, danach Pfarrer und Lehrer in Ballyfermot/Dublin. Später studierte er Moraltheologie an der Päpstlichen Universität Gregoriana in Rom. Seit 1990 ist er als Dozent und Professor für Moraltheologie am Mater Dei Institute of Education der Dublin City University tätig. Im Jahr 2000 wurde er dort zum Leiter der theologischen Abteilung ernannt.
Im Jahr 2004 wurde er zum Leiter des Kommunikationsbüros des Erzbistums Dublin ernannt. Er baute das Büro für öffentliche Angelegenheiten auf, das die Kommunikation zwischen der Diözese, der Regierung, öffentlichen Einrichtungen und Nichtregierungsorganisationen in Irland und Europa unterstützt.
Papst Benedikt XVI. ernannte ihn am 30. November 2007 zum Sekretär des Päpstlichen Rates für die sozialen Kommunikationsmittel.
Am 19. Dezember 2015 ernannte ihn Papst Franziskus zum Titularbischof von Drivastum und bestellte ihn zum beigeordneten Sekretär des Päpstlichen Rates für die Kultur. Die Bischofsweihe spendete ihm Kardinalstaatssekretär Pietro Parolin am 27. Februar des folgenden Jahres. Mitkonsekratoren waren der Präsident des Päpstlichen Rates für die Kultur, Gianfranco Kardinal Ravasi, und der Präsident des Päpstlichen Rates für die sozialen Kommunikationsmittel, Claudio Maria Celli.
Papst Franziskus ernannte ihn am 28. Oktober 2017 zum Sekretär des Päpstlichen Rates für die Kultur. Am 13. Juli 2022 bestellte ihn Papst Franziskus zudem zum Mitglied des Dikasteriums für die Bischöfe.